# Copa del Mundo de Polo en Nieve de la FIP 2016
La Copa del Mundo de Polo en Nieve de 2016 fue la quinta versión de la Copa del Mundo de Polo en Nieve de la Federación Internacional de Polo (FIP), que se desarrolló en Tianjin, China, en el Tianjin Goldin Metropolitan Polo Club, desde el día martes 26 de enero al día domingo 31 de enero de 2016. En ella, seis selecciones de todo el mundo compitieron entre sí para elegir al mejor equipo nacional de jinetes en campo nevado de aquel año, con hándicap de entre 13 y 16 goles. Al cabo del cierre del torneo, fue el seleccionado de Hong Kong el que logró imponerse, y alcanzar así su tercer trofeo en esta instancia, al vencer a Inglaterra en la final por un marcador 5 a 4 a su favor.

## Desarrollo
Primera fase
| Fecha       | Grupo   | Equipo 1   | Equipo 2   | Marcador |
| ----------- | ------- | ---------- | ---------- | -------- |
| 26 de enero | Grupo A | Hong Kong  | Canadá     | 12 - 2   |
| 26 de enero | Grupo B | Chile      | Inglaterra | 3 - 4    |
| 27 de enero | Grupo A | Argentina  | Hong Kong  | 5 - 7    |
| 27 de enero | Grupo B | Inglaterra | Francia    | 7 - 6    |
| 28 de enero | Grupo A | Canadá     | Argentina  | 5 - 15   |
| 28 de enero | Grupo B | Francia    | Chile      | 5 - 7    |

Segunda fase
|  | Semifinales   | Semifinales |   |             | Final        | Final    |  |
|  | 30 de enero   | 30 de enero |   |             | 31 enero     | 31 enero |  |
|  |               |             |   |             |              |          |  |
|  | 30 de enero   |             |   |             |              |          |  |
|  | 1A Hong Kong  | 8           |   |             |              |          |  |
|  | 2B Chile      | 7           |   |             |              |          |  |
|  |               |             |   |             |              |          |  |
|  |               |             |   |             | 31 de enero  |          |  |
|  |               |             |   |             | Hong Kong    | 5        |  |
|  |               | Inglaterra  | 4 |             |              |          |  |
|  |               |             |   |             |              |          |  |
|  |               |             |   |             |              |          |  |
|  |               |             |   |             | Tercer lugar |          |  |
|  | 30 de enero   | 30 de enero |   | 31 de enero | 31 de enero  |          |  |
|  | 2A Argentina  | 4           |   | Chile       | 8            |          |  |
|  | 1B Inglaterra | 5           |   |             | Argentina    | 7        |  |

| Hong Kong 3.er título |

Premios individuales
- Jugador más valioso: James Harper (Hong Kong).[1]
- Mejor caballo: Horqetado (Hong Kong).[1]

| Predecesor: 2015 | Copa del Mundo de Polo en Nieve 2016 | Sucesor: 2017 |